# Jahmi'us Ramsey
Jahmi'us Ramsey (Arlington, 9 giugno 2001) è un cestista statunitense.

## Carriera
È stato selezionato dai Sacramento Kings al secondo giro del Draft NBA 2020 (43ª scelta assoluta).

## Statistiche

### College
| Anno      | Squadra         | PG | PT | MP   | TC%  | 3P%  | TL%  | RP  | AP  | PRP | SP  | PP   |
| --------- | --------------- | -- | -- | ---- | ---- | ---- | ---- | --- | --- | --- | --- | ---- |
| 2019-2020 | TTU Red Raiders | 27 | 27 | 31,2 | 44,2 | 42,6 | 64,1 | 4,0 | 2,2 | 1,3 | 0,7 | 15,0 |
| Carriera  | Carriera        | 27 | 27 | 31,2 | 44,2 | 42,6 | 64,1 | 4,0 | 2,2 | 1,3 | 0,7 | 15,0 |

### NBA

#### Regular Season
| Anno      | Squadra          | PG | PT | MP   | TC%  | 3P%  | TL%  | RP  | AP  | PRP | SP  | PP  |
| --------- | ---------------- | -- | -- | ---- | ---- | ---- | ---- | --- | --- | --- | --- | --- |
| 2020-2021 | Sacramento Kings | 13 | 0  | 7,2  | 39,5 | 26,3 | 100  | 0,8 | 0,5 | 0,3 | 0,1 | 3,1 |
| 2021-2022 | Sacramento Kings | 19 | 0  | 7,1  | 41,4 | 27,8 | 50,0 | 0,7 | 0,4 | 0,1 | 0,1 | 3,2 |
| 2023-2024 | Toronto Raptors  | 7  | 1  | 17,3 | 43,9 | 27,3 | 83,3 | 3,1 | 1,1 | 1,0 | 0,0 | 6,7 |
| Carriera  | Carriera         | 39 | 1  | 8,9  | 41,6 | 27,1 | 68,0 | 1,2 | 0,5 | 0,3 | 0,1 | 3,8 |

### G League
| Anno      | Squadra        | PG | PT | MP   | TC%  | 3P%  | TL%  | RP  | AP  | PRP | SP  | PP   |
| --------- | -------------- | -- | -- | ---- | ---- | ---- | ---- | --- | --- | --- | --- | ---- |
| 2020-2021 | A.C. Clippers  | 12 | 7  | 21,0 | 35,6 | 22,4 | 85,7 | 2,5 | 0,9 | 0,6 | 0,0 | 9,8  |
| 2021-2022 | Stockton Kings | 10 | 10 | 32,0 | 42,3 | 27,3 | 61,9 | 3,1 | 2,8 | 0,8 | 0,1 | 17,8 |
| 2021-2022 | Oklahoma Blue  | 11 | 0  | 27,6 | 42,6 | 36,4 | 78,3 | 5,5 | 2,9 | 1,0 | 0,2 | 17,7 |
| 2022-2023 | Oklahoma Blue  | 34 | 14 | 29,5 | 51,1 | 32,7 | 79,3 | 3,5 | 3,8 | 1,1 | 0,3 | 21,3 |
| 2023-2024 | Oklahoma Blue  | 30 | 0  | 29,5 | 53,1 | 40,6 | 69,9 | 7,8 | 3,6 | 1,1 | 0,3 | 20,6 |
| 2023-2024 | Raptors 905    | 2  | 2  | 34,0 | 48,4 | 35,7 | 66,7 | 7,5 | 4,5 | 0,5 | 0,5 | 19,5 |
| Carriera  | Carriera       | 99 | 33 | 28,6 | 48,3 | 33,6 | 74,7 | 4,9 | 3,2 | 1,0 | 0,2 | 18,9 |